# راميرو فاسي
راميرو فاسي (بالإسبانية: Ramiro Fassi)‏ هو لاعب كرة قدم أرجنتيني في مركز الدفاع، ولد في 21 أبريل 1982 في Santa Isabel ‏ في الأرجنتين. لعب مع تيرو فيديرال وديفينسوريس دي بيلغرانو وروزاريو سنترال وكيلمس ونادي سبورتينغ كريستال.